# Flatö kyrka
Flatö kyrka, även Flatö kapell, är en kyrkobyggnad på Flatön i Orusts kommun. Den tillhör Morlanda församling i Göteborgs stift.

## Kyrkobyggnaden
Flatö kyrka uppfördes år 1928 efter ritningar av arkitekten Sigfrid Ericson och invigdes 14 augusti samma år av prosten Rehnberg. Det är en liten, vitmålad träbyggnad i 1920-talsklassicistisk stil, tydligt inspirerad av den nya funkisstilen, med barockinspirerad inredning. Byggnaden är oförändrad sedan byggnadstiden, både ut- och invändigt. Den består av ett långhus med sydöstlig-nordvästlig orientering med rakavslutat kor och ett lågt, kvadratisk västtorn lagt i liv med långhuset med ingång och vapenhus. Långhus och torn har take av enkupigt tegel. 
Fasta bänkkvarter med mittgång och altare beläget mot fondväggen. Det finns även en liten cirkulär läktare inom torndelen. Sydväst om koret finns en vidbyggd sakristia. Ett nytt tornur installerades 1933. 

## Inventarier
- I koret finns en sexkantig dopfunt av ek med plats för dopskål. Funten är tillverkad 1953 av Lars Jansson, Kårehogen, Orust.
- Vid korets västra vägg finns predikstolen bestående av korg, trappa med barriär och ljudtak. Predikstolen är utförd i barockstil efter ritningar av Sigfrid Ericsson 1928.
- Altaruppsatsen är samtida med kyrkan och består av en oljemålning som flankeras av skulpturer som framställer Tron och Hoppet samt överst ett krucifix.
- Nattvardskärlen är från 1928.

### Orgel
Orgeln flyttades 1987 från Sjömansinstitutets hus i Stockholm. Den är byggd 1964 av Tostareds Kyrkorgelfabrik och har elva stämmor fördelade på två manualer och pedal.